# Ole Kristian Silseth
Ole Kristian Silseth (né le 24 mai 1958 à Oslo) est un coureur cycliste norvégien, professionnel de 1982 à 1984.

## Palmarès
- 1979
  - 3e du Berliner Etappenfahrt
- 1980
  -  Champion de Norvège de poursuite par équipes
  - Roserittet DNV Grand Prix
- 1981
  -  Champion de Norvège du contre-la-montre par équipes
  -  Champion de Norvège de poursuite par équipes
- 1982
  - Champion des Pays nordiques sur route
  -  Champion de Norvège sur route
  -  Champion de Norvège du contre-la-montre
  -  Champion de Norvège du contre-la-montre par équipes
  - Roserittet DNV Grand Prix
  - 3eb étape de la Ruota d'Oro
  - Tour d'Écosse
  - Medaglia d'Oro Fiera di Sommacampagna
  - Solleröloppet
- 1984
  - 4e étape du Tour de Suède

## Résultats sur les grands tours

### Tour de France
1 participation
- 1983 : abandon (3e étape)

### Tour d'Italie
1 participation
- 1984 : 111e